# Jernoxid
Jernoxider er kemiske stoffer sammensat af jern og oxygen (ilt). Alt i alt er der 16 kendte jernoxider og oxyhydroxider.

Jernoxider og jernoxid-hydroxider er udbredt i naturen – og spiller en vigtig rolle i mange geologiske og biologiske processer. Jernoxider anvendes meget af mennesker, f.eks., som jernmalm, pigmenter, katalysatorer, i termit (se diagrammet). Almindelig rust er en form for jern(III)oxid. Jernoxider er bredt anvendt som billige, holdbare pigmenter i maling, belægninger og farvet beton. Farverne som er almindeligt tilgængelige er jordfarver i gullige/orange/rødlige/brunlige/sorte. Jernoxid kan bruges til levnedsmiddelfarve (E172) i f.eks. bolsjer.

## Oxider
- Jern(II)oxid, wüstite (FeO)
- Jern(II,III)oxid, magnetit (Fe3O4)
- Jern(III)oxid (Fe2O3)
  - alpha fase, hæmatit (α-Fe2O3)
  - beta fase, (β-Fe2O3)
  - gamma fase, maghemit (γ-Fe2O3)
  - epsilon fase, (ε-Fe2O3)

## Hydroxider
- Jern(II)hydroxid (Fe(OH)2)
- Jern(III)hydroxid (Fe(OH)3), (bernalit)

## Oxider/hydroxider
- goethit (α-FeOOH),
- akaganéit (β-FeOOH),
- lepidocrocit (γ-FeOOH),
- feroxyhyt (δ-FeOOH),
- ferrihydrit (Fe5HO8·4H2O ca.), eller 5Fe2O3•9H2O, bedre recast som FeOOH•0.4H2O

- højtryk FeOOH
- schwertmannit (ideelt Fe8O8(OH)6(SO)·nH2O eller Fe3+16O16(OH,SO4)12-13·10-12H2O)[2]
- grøn rust (FeIIIxFeIIy(OH)3x+2y-z(A-)z; hvor A- er Cl- eller 0.5SO42-)